# Nyssicostylus
Nyssicostylus is een kevergeslacht uit de familie van de boktorren (Cerambycidae). De wetenschappelijke naam van het geslacht werd voor het eerst geldig gepubliceerd in 1923 door Melzer.

## Soorten
Nyssicostylus omvat de volgende soorten:
- Nyssicostylus melzeri Chemsak & Martins, 1966
- Nyssicostylus overali Galileo & Martins, 1990
- Nyssicostylus paraba Martins, 2005
- Nyssicostylus subopacus (Bates, 1885)